# 22 Korpus Strzelecki (ZSRR)

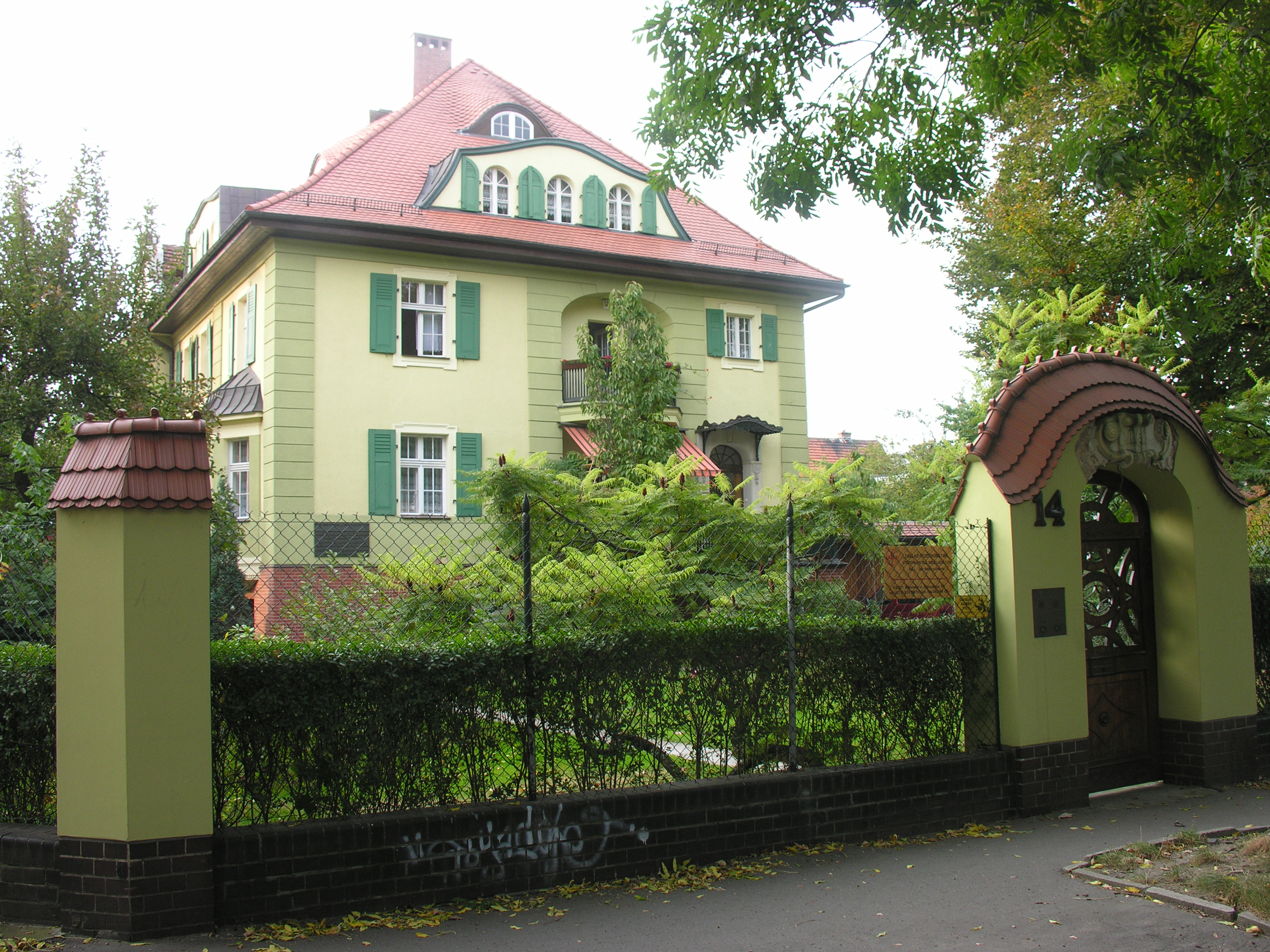
Willa Colonia, kwatera dowództwa 22 Korpusu Strzeleckiego, w której dowództwo armii niemieckiej podpisało akt kapitulacji Wrocławia.

22 Korpus Strzelecki (ros. 22-й стрелковый корпус)  – wyższy związek taktyczny Armii Czerwonej, uczestniczył w zdobyciu Festung Breslau.  

## Formowanie i walki
22 Korpus Strzelecki (22 KS) sformowany został w 1940 roku, jako korpus estoński. Od 22 czerwca 1941 roku prowadził walki obronne, związane z atakiem III Rzeszy na Związek Radziecki. W czasie tych walk wchodził w skład 27 Armii.
W czasie działań bojowych prowadzonych na ziemiach polskich w 1945 w ramach operacji wiślańsko-odrzańskiej 22 KS wchodził w skład 6 Armii.
Po walkach w rejonie Prochowic i ich zdobyciu uczestniczył w oblężeniu twierdzy Wrocław.
W kwaterze 22 Korpusu Piechoty, mieszczącym się willi Colonia przy ul. Rapackiego 14 na Krzykach we Wrocławiu 6 maja 1945 dowództwo armii niemieckiej podpisało akt kapitulacji Festung Breslau.

## Dowódcy korpusu
- Gustav Jonson
- Aleksandr Ksienofontow
- Iwan Ledniew
- Wasilij Bołozniew
- gen. mjr Michaił Duchanow[1]
- gen. mjr Konstantin Prowałow
- Gieorgij Prieobrażenskij
- Wasilij Siergaczkow
- gen. mjr Fiodor Zacharow[5]

## Struktura organizacyjna
Skład 22 czerwca 1941:
- 180 Dywizja Piechoty, dowódca: płk Iwan Missaj,
- 182 Dywizja Piechoty, dowódca: płk Iwan Kuryszew.